# Alaticaulia
 Alaticaulia es un género con 131 especies de orquídeas originarias de América.
Sus especies anteriormente estaban sujetas al género Masdevallia, sin embargo, en mayo de 2006, Carlyle A. Luer, erudito de las Pleurothallidinae, publicó una revisión sustancial del género y  convirtió en géneros a muchos de sus subgéneros anteriores. 

## Taxonomía
El género fue descrito por Carlyle A. Luer y publicado en Monographs in Systematic Botany from the Missouri Botanical Garden 105: 4. 2006.

## Algunas Especies
- Alaticaulia acrochordonia (Rchb.f.) Luer, Monogr. Syst. Bot. Missouri Bot. Gard. 105: 4 (2006).
- Alaticaulia adrianae (Luer) Luer, Monogr. Syst. Bot. Missouri Bot. Gard. 105: 4 (2006).
- Alaticaulia aenigma (Luer & R.Escobar) Luer, Monogr. Syst. Bot. Missouri Bot. Gard. 105: 4 (2006).
- Alaticaulia aguirrei (Luer & R.Escobar) Luer, Monogr. Syst. Bot. Missouri Bot. Gard. 105: 4 (2006).
- Alaticaulia ametroglossa (Luer & Hirtz) Luer, Monogr. Syst. Bot. Missouri Bot. Gard. 105: 4 (2006).